# Vlado Jeknić
Vlado Jeknić (zapis w cyrylicy serbskiej: Владо Јекнић; ur. 14 sierpnia 1983 w Šavniku lub Podgoricy) – czarnogórski piłkarz grający na pozycji obrońcy lub środkowego obrońcy, reprezentant kraju. 24 marca 2007 roku wystąpił w pierwszym, historycznym meczu państwowym Czarnogórców z Węgrami w Podgoricy. Gospodarze wygrali to spotkanie 2–1. Łącznie w reprezentacji narodowej rozegrał sześć spotkań. W trakcie swojej kariery grał w klubach: FK Sutjeska Nikšić, SV Wacker Burghausen, SV Wehen Wiesbaden, Diósgyőri VTK, Beijing Sport University F.C., czy Fujian Smart Hero. W 2015 roku zakończył karierę.

## Mecze w reprezentacji Czarnogóry
| Lp. | Data                 | Miejsce rozegrania meczu | Przeciwnik | Wynik | Źródło |
| --- | -------------------- | ------------------------ | ---------- | ----- | ------ |
| 1.  | 24 marca 2007        | Podgorica                | Węgry      | 2–1   | [ 8 ]  |
| 2.  | 1 czerwca 2007       | Fukuroi                  | Japonia    | 0–2   | [ 9 ]  |
| 3.  | 3 czerwca 2007       | Matsumoto                | Kolumbia   | 0–1   | [ 10 ] |
| 4.  | 12 września 2007     | Podgorica                | Szwecja    | 1–2   | [ 11 ] |
| 5.  | 17 października 2007 | Tallinn                  | Estonia    | 1–0   | [ 12 ] |
| 6.  | 20 sierpnia 2008     | Budapeszt                | Węgry      | 3–3   | [ 13 ] |